# 彼得里夫卡 (扎切皮利夫卡市鎮)
49°4′27″N 35°29′25″E / 49.07417°N 35.49028°E
彼得里夫卡（烏克蘭語：Петрівка）是位於烏克蘭東部的村莊，由哈爾科夫州别列斯京区的扎切皮利夫卡市鎮負責管轄。該村始建於1675年，面積0.47平方公里，海拔高度141米，2001年人口114，人口密度每平方公里243.6人。